# La figlia oscura (film)
La figlia oscura (The Lost Daughter) è un film drammatico del 2021 scritto e diretto da Maggie Gyllenhaal, al suo esordio alla regia di un lungometraggio.
Adattamento cinematografico dell'omonimo romanzo del 2006 di Elena Ferrante, è stato presentato in concorso alla 78ª Mostra internazionale d'arte cinematografica di Venezia, ed ha ricevuto 3 nomination agli Oscar 2021.
Ha per protagoniste l'attrice Premio Oscar Olivia Colman, Jessie Buckley e Dakota Johnson.

## Trama
Durante una vacanza in Grecia, la professoressa universitaria di mezza età e nota traduttrice Leda Caruso incontra Nina, una giovane madre, dopo che la figlia di tre anni di Nina, Elena, è scomparsa momentaneamente sulla spiaggia. Leda trova Elena e la restituisce a Nina. Elena è sconvolta dopo aver perso la sua bambola preferita, che Leda ha segretamente preso. Nei flashback, viene rivelato che la giovane Leda ha vissuto con disagio il suo ruolo di giovane madre per le sue due figlie, Bianca e Martha, perdendo spesso la pazienza e allontanandosi dalla sua famiglia.
Leda in seguito scopre che Nina ha una relazione con Will, che lavora al bar sulla spiaggia. La ricerca della bambola di Elena continua, con Nina che ha persino affisso dei volantini offrendo una ricompensa per chiunque la ritrovi.
In un mercato, Leda compra a Nina una spilla per aiutarla a tenere fermo il suo cappello da mare. Quando Nina chiede a Leda delle sue figlie, Leda si emoziona; rivela di averle abbandonate per tre anni dopo essere stata sopraffatta dalla maternità, lasciandole con il suo ora ex marito: durante questi anni ha avuto una relazione con un collega professore. Ammette che stare lontana dalle sue figlie è stato "incredibile" e che è tornata da loro solo quando le mancavano sinceramente. Nina scopre che Leda sa di lei e Will, e Will in seguito chiede a Leda se possono prendere in prestito il suo appartamento per qualche ora.
Il giorno successivo, quando Nina arriva da Leda per prendere le chiavi dell'appartamento, Leda ammette di essere una madre egoista e dice a Nina che la sua depressione non andrà mai via, come non lo è stato per lei. Leda le restituisce anche la bambola di Elena, confessando che l'ha presa lei e che stava "solo giocando" e dicendo di essere "una madre snaturata". Nina reagisce con rabbia e trafigge Leda all'addome con la spilla compratale al mercato. Quella notte, Leda fa le valigie e lascia l'appartamento in stato confusionale. Dopo essere uscita di strada con la sua auto si dirige barcollando verso la spiaggia e crolla sulla battigia.
La mattina dopo, Leda si sveglia sulla spiaggia e telefona alla figlia Bianca, che si trova con sua sorella Martha. Le due ragazze esprimono il loro sollievo nel sentire la loro madre, della quale non avevano notizie da diversi giorni. Leda dice che sta bene e poi guarda in basso per scoprire un'arancia tra le mani; inizia a sbucciarla, tagliando la buccia "come un serpente", come aveva fatto per le figlie il giorno in cui le aveva lasciate.

## Produzione

### Sviluppo
Nell'ottobre 2018 Maggie Gyllenhaal ha acquisito i diritti del romanzo di Elena Ferrante, e ha iniziato a scrivere la sceneggiatura per il film. La protagonista, "Leda Caruso", dice di prendere il suo nome dalla donna protagonista della lirica del poeta irlandese William Butler Yeats Leda e il cigno che si ispira al mito greco di Leda.
Per il suo esordio dietro la macchina da presa, Maggie Gyllenhaal è tornata dai suoi partner produttivi Osnat Handelsman-Keren e Talia Kleinhendler, con cui aveva realizzato Lontano da qui (2018).

### Cast
Nel febbraio del 2020, Olivia Colman, Jessie Buckley, Dakota Johnson e Peter Sarsgaard sono stati scelti come cast principale del film; ad agosto è stato ingaggiato Paul Mescal, mentre tra fine ottobre e metà novembre si sono uniti al cast anche Alba Rohrwacher, Oliver Jackson-Cohen, Ed Harris, Dagmara Domińczyk e Jack Farthing.

### Riprese
Originariamente la regista nella sceneggiatura da lei scritta aveva trasferito la vicenda del romanzo in una città di mare del New Jersey, ma, a causa dello scoppio della pandemia di COVID-19 negli Stati Uniti durante la pre-produzione, ha scelto di girare nell'isola greca di Spetses, per non perdere i finanziamenti.

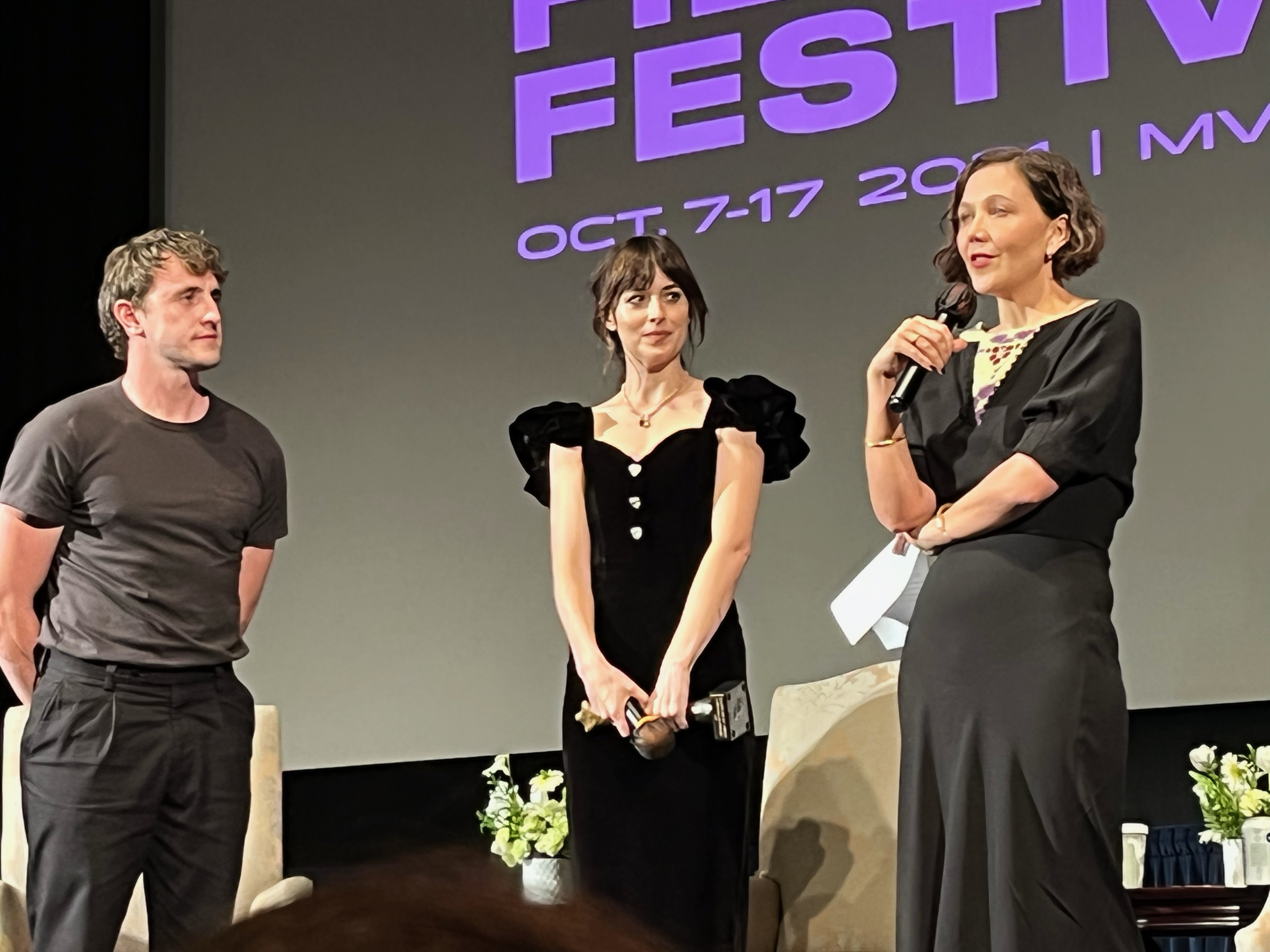
Gli attori Paul Mescal e Dakota Johnson, e la regista Maggie Gyllenhaal all'anteprima al Mill Valley Film Festival, il 16 ottobre 2021

Per via della natura indipendente del progetto, la Gyllenhaal ha dichiarato che il film "non poteva permettersi" di interrompere le riprese in caso qualcuno fosse risultato positivo, e che quindi era stato girato il più velocemente possibile e in economia di mezzi, usando per esempio gli abitanti di Spetses al posto di comparse professioniste. Anche i flashback, ambientati nella East Coast statunitense, sono stati girati sull'isola.

## Distribuzione
Il film è stato presentato in anteprima mondiale il 3 settembre 2021, in concorso alla 78ª Mostra internazionale d'arte cinematografica di Venezia per il Leone d'oro. Dopo una distribuzione limitata nelle sale cinematografiche statunitensi a partire dal 17 dicembre 2021, è stato reso disponibile, dal 31 dicembre seguente, su Netflix, che aveva acquistato i diritti del film nell'agosto precedente.
In Italia, invece, La figlia oscura è uscito in sala il 7 aprile 2022 per BiM Distribuzione.

## Accoglienza

### Incassi
Il film, nonostante il plauso generale da parte della critica, è stato un completo fiasco al botteghino, guadagnando solo 703.281 dollari, a fronte di una spesa di $ 5 milioni.

### Critica
Alla sua anteprima mondiale al Festival di Venezia, La figlia oscura ha ricevuto una ovazione di 4 minuti da parte del pubblico di stelle del cinema.
Sul sito web Rotten Tomatoes il film riceve il punteggio del 94% delle recensioni professionali positive, con un voto medio di 8,9/10, basato su 232 recensioni. Anche su Metacritic il film viene molto ben accolto, con un punteggio medio di 86 su 100, basato su 51 critiche, indicando "riconoscimento universale".

Il New York Times, accogliendo in modo molto positivo il film, ha scritto: 
"In parte preoccupante e commovente, la nostra protagonista Leda incarna un tipo di donna i cui bisogni sono raramente affrontati nei film mainstream americani: può non starci simpatica, ma non ci è mai permesso di insultarla."
La giornalista Alissa Wilkinson, sul sito statunitense Vox, ha scritto:
"Il film riesce a carpire bene lo spirito del romanzo, pieno di suspense, ma non un thriller, con elementi di pazzia ed erotismo, che non vanno mai dove ti aspetti. Il finale è profondamente ambiguo e aperto, e chiede semplicemente di sederci con loro, di prestare loro rispetto e attenzione, e di imparare qualcosa su noi stessi che non conoscevamo."
Infine, anche il Chicago Tribune ha così recensito ottimamente il film:
"Maggie Gyllenhaal riesce a tirare fuori il meglio da ogni scena, in una storia che vale la pena raccontare, con personaggi moralmente imperfetti, con un grande spessore psicologico, e sempre umani."

## Riconoscimenti
- 2022 - Premio Oscar[18][19]
  - Candidatura alla miglior attrice a Olivia Colman
  - Candidatura alla miglior attrice non protagonista a Jessie Buckley
  - Candidatura alla migliore sceneggiatura non originale a Maggie Gyllenhaal
- 2022 - Golden Globe
  - Candidatura alla miglior regista a Maggie Gyllenhaal
  - Candidatura alla migliore attrice in un film drammatico a Olivia Colman
- 2022 - Critics' Choice Awards
  - Candidatura alla miglior attrice protagonista a Olivia Colman
  - Candidatura alla miglior sceneggiatura non originale a Maggie Gyllenhaal
- 2022 - Premio BAFTA
  - Candidatura alla migliore attrice non protagonista a Jessie Buckley
  - Candidatura alla migliore sceneggiatura non originale a Maggie Gyllenhaal
- 2022 – Screen Actors Guild Award
  - Candidatura alla migliore attrice cinematografica a Olivia Colman
- 2021 - Mostra del cinema di Venezia[7][20]
  - Miglior sceneggiatura a Maggie Gyllenhaal
  - Candidatura al Leone d'oro al miglior film